# Љиљани
Љиљани (лат. Liliaceae) су породица монокотиледоних скривеносеменица из истоименог реда (Liliales).  Обухвата 16 родова са 635 врста зељастих вишегодишњих биљака, распрострањених на Северној хемисфери. Важне карактеристике биљака ове породице су присуство подземног стабла по типу луковице, као и често присуство крупних цветова са шест листића цветног омотача и натцветним плодником.

## Списак родова
Списак садржи и родове који су некада сматрани делом породице љиљана, са њиховим тренутним статусом у класификацији — у загради је дата породица којој припадају у APG II систему класификације. 
| - Abama (синоним за Narthecium) - Allium (лук, Alliaceae) - Alstroemeria (Alstroemeriaceae) - Amaryllis (амарилис, Amaryllidaceae) - Amianthium - Androstephium (Themidaceae) - Anthericum - Anticlea - Arthropodium - Asparagus (аспарагус, Asparagaceae) - Asphodelus (Asphodelaceae) - Astelia - Atamosco - Bellevalia (Hyacinthaceae) - Bloomeria (Themidaceae) - Bomarea (Alstroemeriaceae) - Brodiaea (Themidaceae) - Calochortus (Liliaceae или Calochortaceae) - Camassia (Agavaceae) - Chamaelirium - Chionographis - Chlorogalum (Agavaceae) - Chlorophytum - Clintonia - Colchicum (Colchicaceae) - Conanthera - Convallaria (ђурђевак, Ruscaceae) - Cooperia - Crinum - Curculigo - Cyclobothra - Daiswa - Dianella (Hemerocallidaceae) - Disporum - Drimia (Hyacinthaceae) - Drimiopsis (Hyacinthaceae) - Echeandia - Eremurus (Asphodelaceae) - Eriospermum - Erythronium (пасји зуб) - Eucharis (Amaryllidaceae) - Eucrosia - Eustephia - Fritillaria (царска круна, коцкавица) - Gagea - Gloriosa (Colchicaceae) - Greenia - Griffinia - Habranthus - Harperocallis - Hastingsia (Hyacinthaceae) - Helonias - Heloniopsis - Hemerocallis (жути љиљан , Hemerocallidaceae) - Hemiphylacus - Herreria - Hesperanthes - Hesperoscordum (Themidaceae) - Hessea - Hippeastrum („амарилис", Amaryllidaceae) - Hookera - Hosta (Agavaceae) - Hymenocallis - Hypoxis (Hypoxidaceae) | - Ismene - Jaimehintonia - Johnsonia - Kniphofia (Asphodelaceae) - Laxmannia (Laxmanniaceae) - Lepidopharynx - Leucocrinum - Leucojum (Amaryllidaceae) - Lilium (љиљан) - Liriope (Ruscaceae) - Maianthemum (Ruscaceae) - Melanthium (Melanthiaceae) - Metanarthecium - Miersia - Milla (Themidaceae) - Molineria - Muilla (Alliaceae) - Narcissus (нарцис, зеленкада, Amaryllidaceae) - Narthecium (Nartheciaceae) - Nietneria - Nomocharis (Liliaceae) - Nothoscordum (Alliaceae) - Odontostomum - Ophiopogon (Ruscaceae) - Ornithogalum (птичје млеко, Hyacinthaceae) - Paradisea (Anthericaceae) - Paris (Melanthiaceae) - Peliosanthes - Phaedranassa - Polygonatum (Ruscaceae) - Prosartes - Quamasia - Roulinia - Salomonia - Schoenocaulon - Scilla (никсица, Hyacinthaceae) - Scoliopus - Selonia - Smilacina (Ruscaceae, синоним за Maianthemum) - Stenanthium - Streptopus - Stropholirion - Theropogon - Tofieldia - Tovaria - Toxicoscordion - Tracyanthus - Tricyrtis - Trillium (Melanthiaceae) - Triteleia (Themidaceae) - Tulbaghia (Alliaceae) - Tulipa (лала, тулипан) - Tupistra - Unifolium - Urceolina - Uvularia (Colchicaceae) - Vagnera - Veratrum (чемерика, Melanthiaceae) - Wurmbea - Xerophyllum (Melanthiaceae) - Zephyranthes (Amaryllidaceae) - Zigadenus (Melanthiaceae) - Zygadenus |